# 三星Galaxy J7
Samsung Galaxy J7是由三星電子製造的一款Android智慧型手機，在2015年發佈。

## 技術規格
- 後置鏡頭：1300萬像素
- 前置鏡頭：500萬像素
- RAM：1.5 GB
- ROM：16 GB
- 電池：3000 mAh
- 作業系統：Android 5.1.1 Lollipop(台灣版） Android 6.0.1 Marshllow(國際版)
- 重量：168克
- 螢幕：5.5寸 HD（720p) Super AMOLED

## 售价
- 中国：1798人民币
- 台湾：7990台币